# Polygala pruinosa
Polygala pruinosa är en jungfrulinsväxtart. Polygala pruinosa ingår i släktet jungfrulinssläktet, och familjen jungfrulinsväxter.

## Underarter
Arten delas in i följande underarter:
- P. p. megaptera
- P. p. pruinosa